# NGC 2304
NGC 2304 (другое обозначение — OCL 484) — рассеянное скопление в созвездии Близнецов. Открыто Уильямом Гершелем в 1783 году.
Возраст скопления составляет 900 миллионов лет, металличность — 50% от солнечной. Избыток цвета B−V из-за межзвёздного покраснения составляет 0,1m. Наблюдаемые параметры скопления лучше сходятся с теоретическими моделями, если принять зависимость межзвёздного поглощения от длины волны для Малого Малегганова Облака, а не для Млечного Пути. Скопление удалено от Земли на расстояние 4 кпк. Функция масс скопления в диапазоне 0,65―2,5 M⊙ описывается формулой {\displaystyle N(\log M)\propto M^{-1.00}} ― это более пологая функция, чем начальная функция масс.
Этот объект входит в число перечисленных в оригинальной редакции «Нового общего каталога».